# 2014 OF394
2014 OF394 est un transneptunien faisant partie des cubewanos de magnitude absolue 6,05. Son diamètre est estimé à 260 km.